# Elkin Bueno Altahona
Altahona  (Barrancabermeja, 29 de diciembre de 1965) es un político y abogado colombiano que ejerció el cargo de Alcalde de Barrancabermeja durante tres periodos no consecutivos.

## Biografía
Elkin David Bueno Altahona, nació en Barrancabermeja (Santander), hijo de Saúl Bueno y Baudilia Altahona. Se tituló de abogado en la Universidad Santo Tomas de Aquino de Bucaramanga en el año 1992.

## Trayectoria Política
Primeros años
Inició su carrera en el ámbito público en el año 1991, como jefe de la oficina de Tránsito y Transporte de Barrancabermeja, después ocupó de jefe de Educación, Cultura, Recreación, Deporte en la Alcaldía de Barrancabermeja y también como Secretario del Concejo Municipal.
Alcaldía de Barrancabermeja
Elkin David Bueno Altahona ocupó el cargo de Alcalde de Barrancabermeja tres veces: el primer periodo 1992 – 1994, el segundo 1998 – 2000, y finalmente el tercero 2012 – 2015.
Durante el tercer periodo, sus ejecuciones favorecieron el desarrollo local con impacto nacional e internacional; fue galardonado con el premio del Instituto Mexicano de Evaluación –IMDE- como Premio Internacional Pablo de Tarso 2013 a Mejor Alcalde de Iberoamérica.